# VT 전차

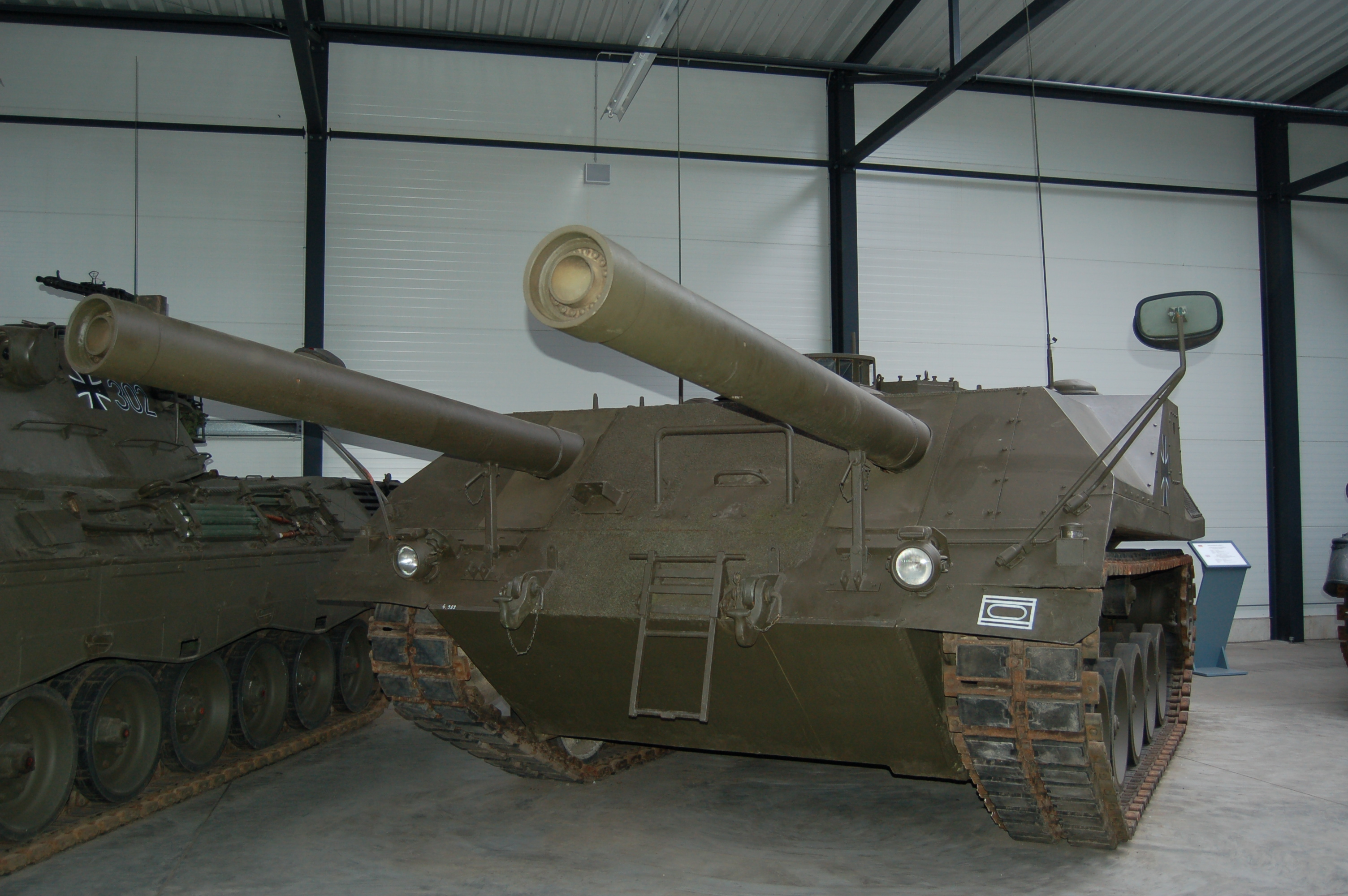
GVT 04 전차

VT 전차(VT tank, Versuchsträger 1–2)는 두 대의 독일 프로토타입 쌍포 포탑이 없는 주력전차였다. 1970년대 초반부터 다수의 서독 회사들이 레오파르트 1의 후속 모델에 대한 개념 설계 작업을 진행해 왔다. 이 프로젝트의 이름은 Kampfpanzer 3(KPz 3)이었다. KPz 3 프로젝트는 영국이 포탑형 전차를 원했기 때문에 철수할 때까지 일시적으로 영국-독일 합작 프로젝트였다. 독일군은 이미 레오파르트 2를 개발했기 때문에 또 다른 재래식 전차가 필요하지 않았다. 관련된 회사 중 하나는 VT 1-1 및 VT 1-2를 개발하는 MaK였다. 테스트 프로그램은 충분한 기술적 노력을 통해 쌍포 포탑이 없는 전차를 만들 수 있지만 실용적이고 전술적인 사용 측면에서 단점이 있음을 입증하는 것으로 끝났다.

## 역사
최초의 VT 탱크인 VT 1-1은 Maschinenbau Kiel(MaK)이 1974년에 제작했다. 1년 후 그들은 두 번째 VT 전차인 VT 1-2를 생산했다. 기동성 및 2개의 주포를 장착한 전차 개념에 대한 추가 테스트를 위해 1975년과 1976년에 5대의 GVT(Gefechtsfeldversuchträge)가 설계 및 제작되었다.

## 같이 보기
- 스트리스방 103